# Armée nationale albanaise
Ne doit pas être confondu avec Forces armées albanaises.
L'Armée nationale albanaise (en albanais AKSh - Armata Kombëtare Shqiptare) est une organisation armée nationaliste/séparatiste albanaise implantée en Macédoine du Nord, au Kosovo, et dans la vallée de Presevo, au sud de la Serbie. Elle a commencé à faire parler d'elle après les accords de paix d'Ohrid, mettant fin au conflit macédonien, en août 2001.
Elle a notamment pour objectif affiché de créer une « Grande Albanie » en réunissant le Kosovo et une partie de la Macédoine du Nord entre autres à l'actuel Albanie. 
En 2003, la MINUK l'a déclarée organisation terroriste tandis que les États-Unis considèrent  l'ANA comme un groupe criminel qui représente une menace pour la paix dans l'Ouest des Balkans.
Selon un bilan de 2005, elle a causé au moins 4 incidents entre 2002 et 2003 (2 au Kosovo, 2 en Macédoine) causant deux blessés et deux décès, tous au Kosovo tandis qu'un de ses membres a été tué et deux autres ont été blessés lors de l'attaque d'un convoi transportant le ministre de l'intérieur Macédonien Ljube Boskoski le 14 septembre 2002.
La plupart de ses membres auraient été désarmés par l'OTAN.